# Palatul CEC
Palatul Casei de Depuneri, Consemnațiuni și Economie (cunoscut de obicei ca Palatul CEC, după denumirea ulterioară a instituției) este o clădire din București, situată în Calea Victoriei, față în față cu Palatul Poștelor, construit în aceeași perioadă.
Piatra de temelie a Palatului CEC a fost pusă în 8 iunie 1897, în prezența Regelui Carol I al României și a Reginei Elisabeta.
Până în 1875, în acel loc se aflaseră mănăstirea și hramul "Sfântul Ioan cel Mare". Datând din secolul al XVI-lea, așezămintele au fost restaurate de Constantin Brâncoveanu în anii 1702 - 1703 pentru ca apoi, degradându-se, să fie demolate în anul 1875. Actuala clădire a fost ridicată după demolarea primului sediu al Casei de Depuneri (ridicat la rândul lui în locul mânăstirii).
Realizată după planurile arhitectului Paul Gottereau, cu elemente specifice din arhitectura franceză de la sfârșitul secolului XIX, Palatul CEC a fost terminat în anul 1900.
În prezent, palatul găzduiește sediul CEC Bank, urmașa vechiului CEC (Casa de Economii și Consemnațiuni).

### Descriere
Palatul, construit în stil eclectic, se termină cu o cupolă de sticlă și metal. Intrarea este încununată de un fronton în semicerc sprijinit de câte o pereche de coloane de stil compozit. 

Cele patru volume de colț, decorate cu frontoane și steme, sunt acoperite de cupole în stil renascentist. O cupolă mult mai mare acoperă holul central al edificiului, în care funcționează diferite ghișee ale instituției. 

Decorația judicioasă a fațadelor, echilibrul volumelor care îl compun fac din acest palat un interesant monument de arhitectură a orașului.
CEC-ul ca instițutie a fost înființat în anul 1864 printr-o lege inițiată de către Alexandru Ioan Cuza. La inceput a funcționat în diverse imobile, după care în anul 1875 s-a început construirea unui sediu propriu. Pe locul în care se află azi CEC-ul se găsea atunci biserica Sfântul Ioan cel Mare, care a fost demolată pentru a face loc primei construcții. CEC-ul se dezvoltă rapid, astfel încât vechiul sediu devine neîncăpător. Se hotărăște demolarea lui și pe același loc s-a început construcția actualului sediu, după planurile arhitectului francez Paul Gottereau, arhitectul român Ioan Socolescu construind-o. Începutul lucrărilor a fost marcat printr-o ceremonie care a avut loc la 8 iunie 1897. Printre participanți se număra familia regală, membri ai guvernului, membri din consiliul de administratie CEC și arhitectul Paul Gottereau. Construcția a fost terminată în anul 1900 și de atunci CEC-ul a funcționat în această clădire fără a se face alte modificări notabile.

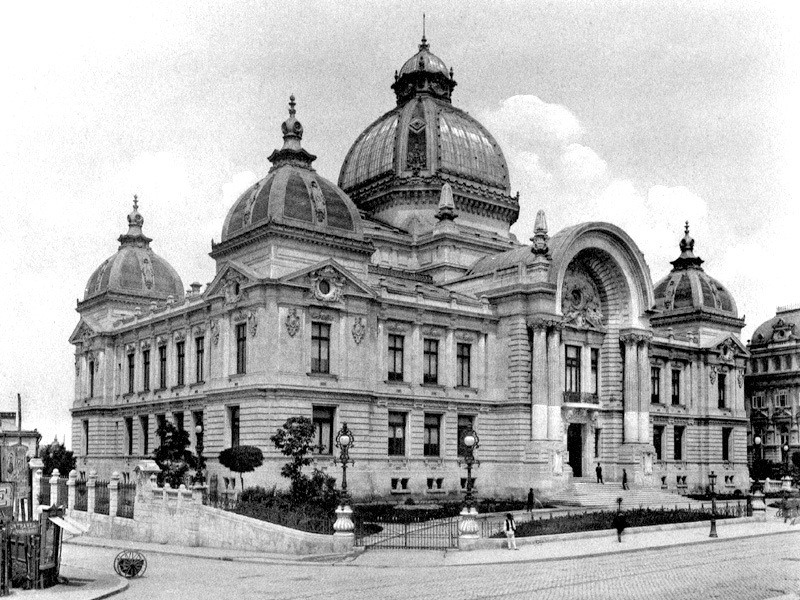
Casa de depuneri la 1900
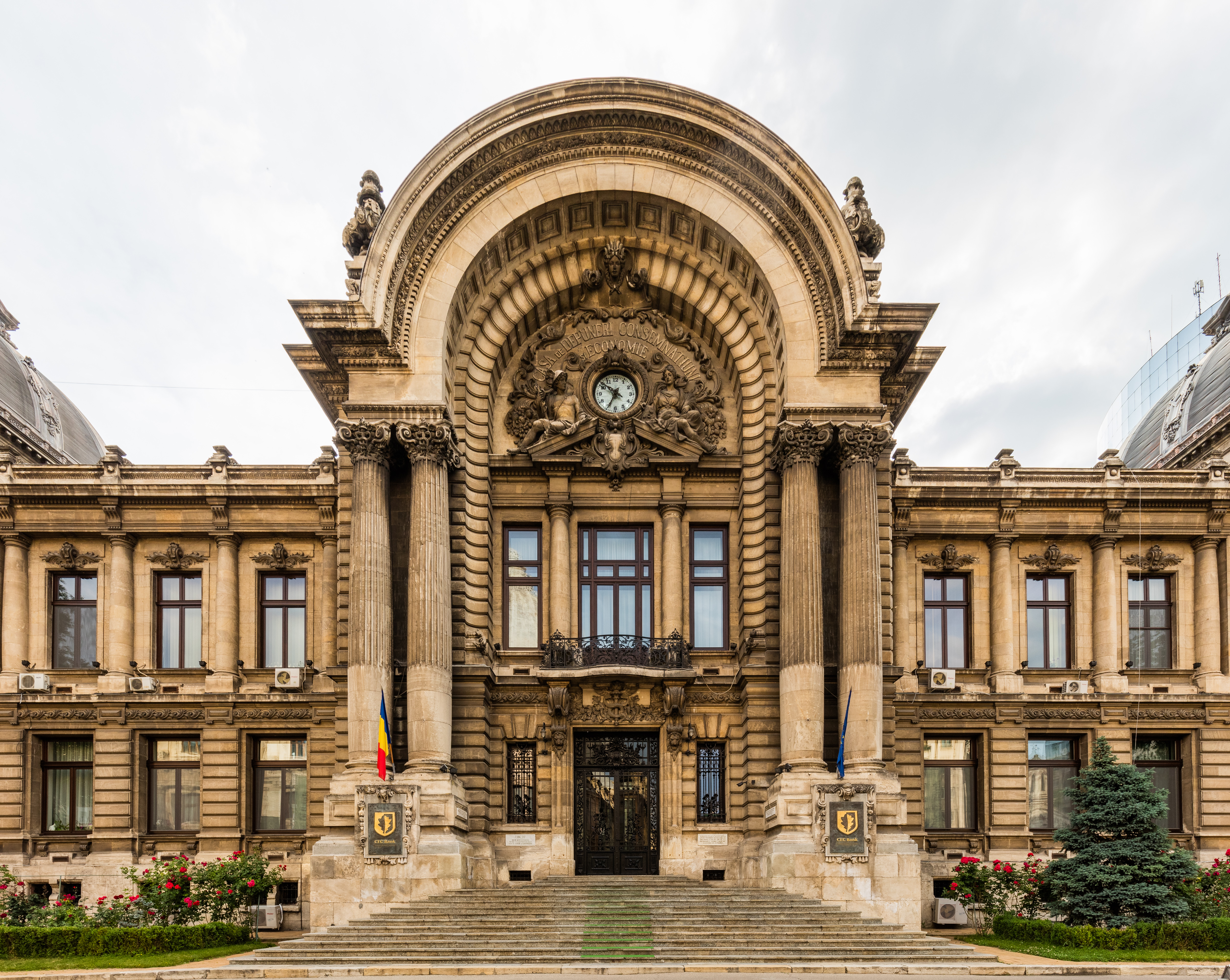
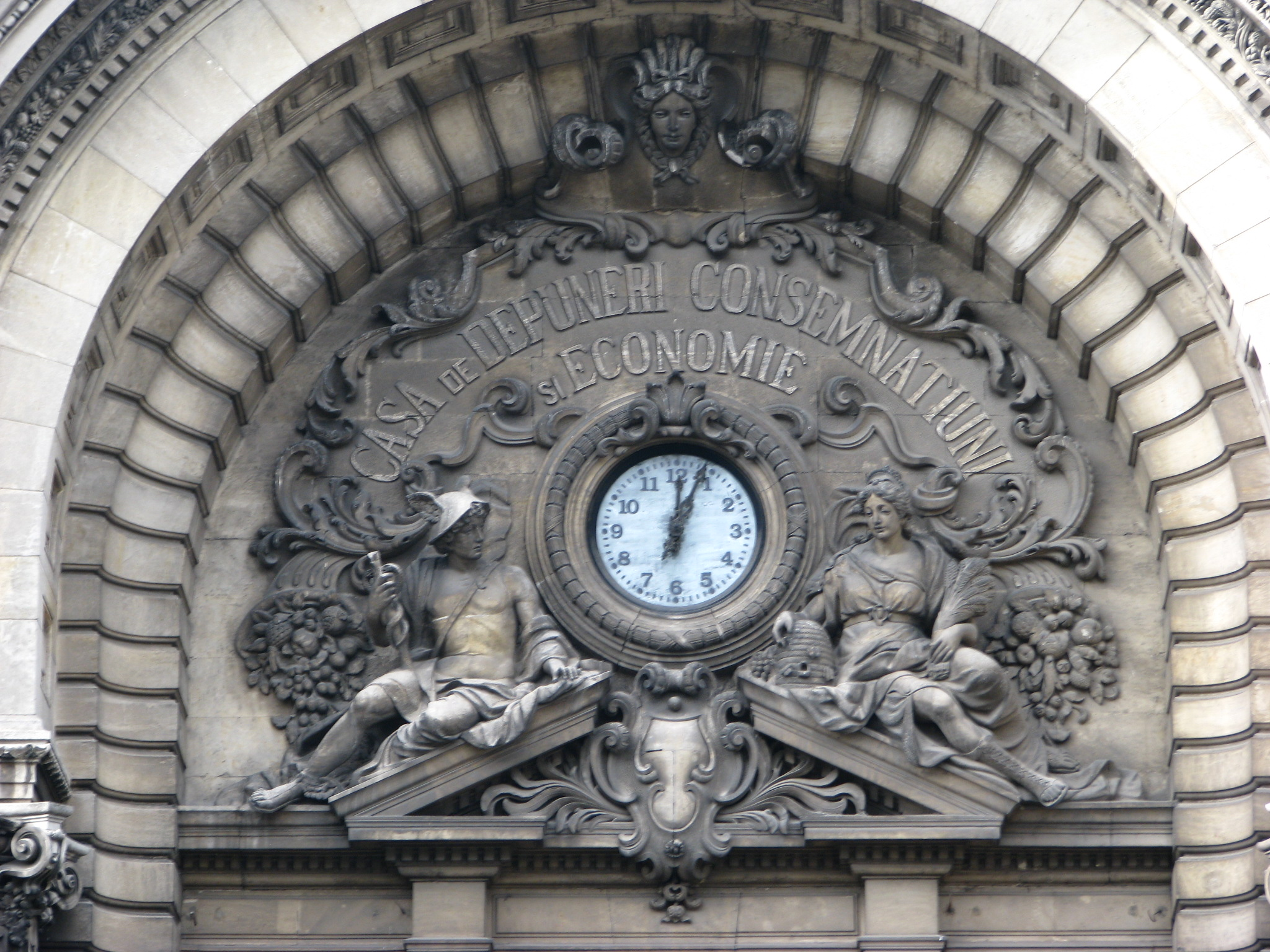
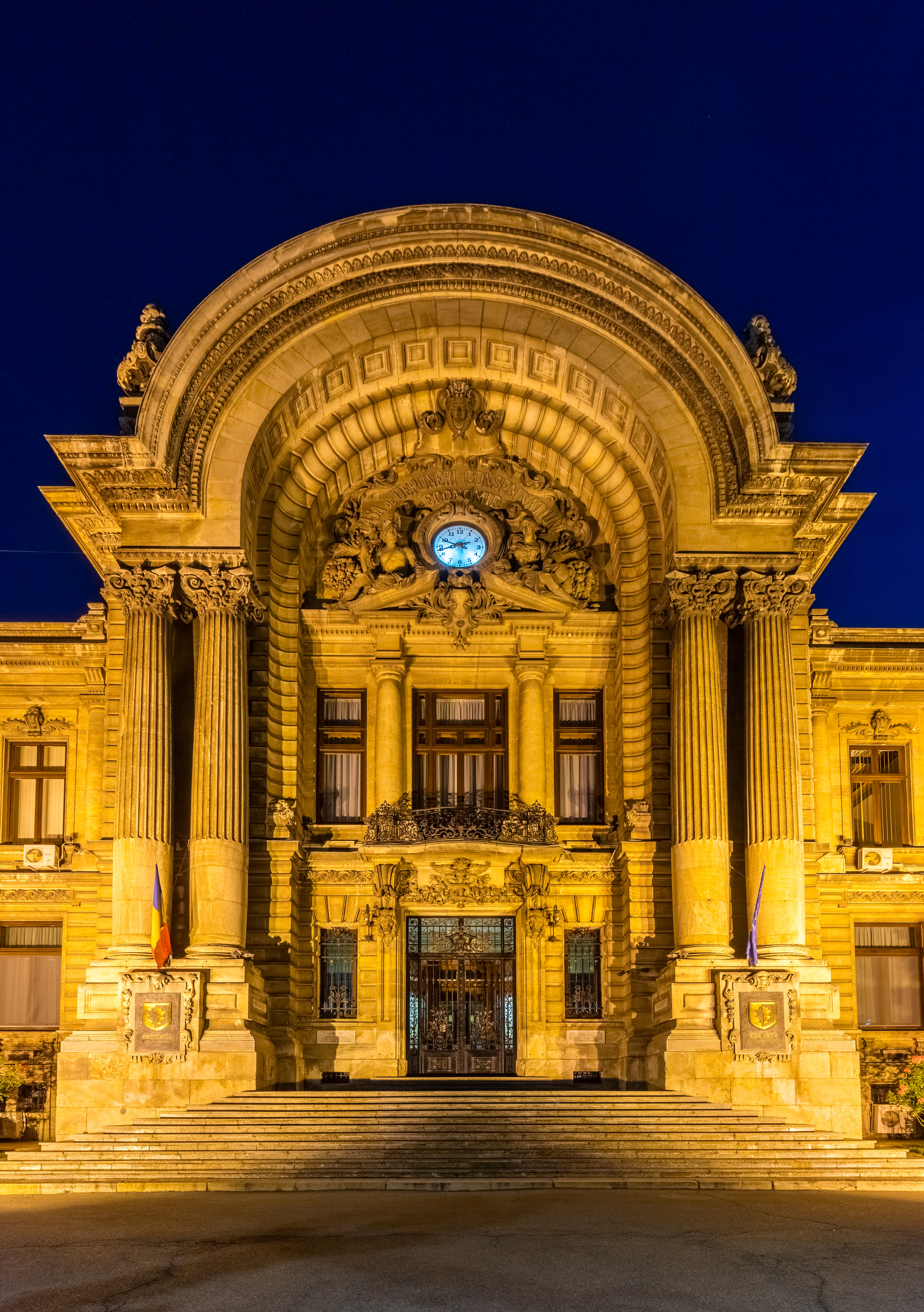
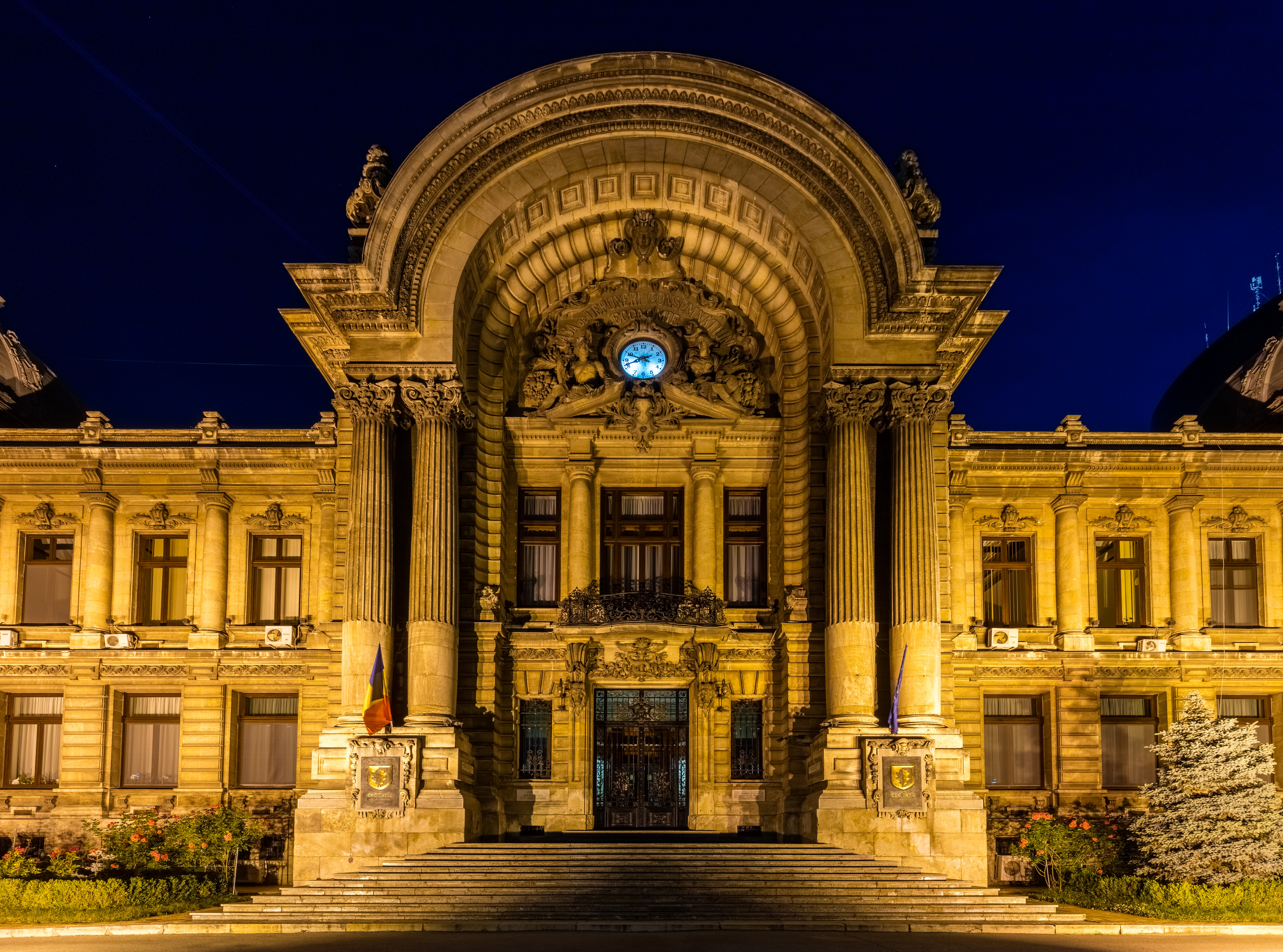
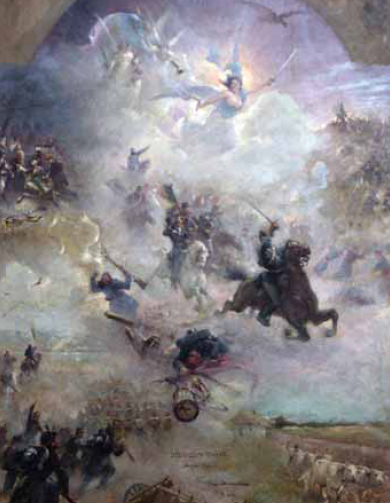